# Finkvicker
Finkvicker (Vicia durandii) är en ärtväxtart som beskrevs av Pierre Edmond Boissier. Enligt Catalogue of Life ingår Finkvicker i släktet vickrar och familjen ärtväxter, men enligt Dyntaxa är tillhörigheten istället släktet vickrar och familjen ärtväxter. Arten förekommer tillfälligt i Sverige, men reproducerar sig inte. Inga underarter finns listade i Catalogue of Life.